# Oligonychus karamatus
Oligonychus karamatus är en spindeldjursart som först beskrevs av Ehara 1956.  Oligonychus karamatus ingår i släktet Oligonychus och familjen Tetranychidae. Inga underarter finns listade i Catalogue of Life.